# واندرسون ليما
واندرسون ليما (بالبرتغالية: Wanderson Lima‏) هو لاعب كرة قدم برازيلي في مركز الدفاع، ولد في 9 فبراير 1995 في غويانيا في البرازيل. لعب مع نادي برازيليا.

## روابط خارجية
- واندرسون ليما على موقع قاعدة بيانات كرة القدم.إي يو (الإنجليزية)